# Horyn'
Il Horyn' (ucraino: Горинь, polacco: Horyń, bielorusso: Гарынь) è un fiume affluente del Pryp"jat' che scorre attraverso l'Ucraina e la Bielorussia. È lungo 659 km ed ha un'area di bacino di 22.700 km², profondità massima di 80 m e massima larghezza di 16 m.
Importante affluente del Horyn' è lo Sluč.
Il Horyn' ha la sua sorgente in Ucraina, nell'Oblast' di Ternopil', a sud di Kremenec città a nord di Ternopil', capoluogo dell'oblast'. Il fiume vira poi verso nord dove fa numerose anse a forma di S attraverso l'oblast' di Chmel'nyc'kyj e di Rivne. Gira poi verso nord-est entrando nel voblast di Brěst in Bielorussia dove si getta nel Pryp"jat'.
La centrale atomica di Chmel'nyc'kyj, situata nelle vicinanze della città di Netišyn, impiega l'acqua di questo fiume per i suoi impianti di raffreddamento.
Prima che lungo il corso del fiume fossero create dighe, cosa che portò inquinamento, il fiume era usato per l'irrigazione e per la pesca. Uno sforzo nella direzione della pulizia del fiume e un passo verso il suo recupero è stato compiuto nel settembre del 1996.

## Città sul corso del fiume
- Ucraina: Izaslav, Slavuta, Netišyn, Ostroh, Dubrovycja, poi
- Bielorussia: Rečytsa, Stolin